# E-teatr.pl
e-teatr.pl est un portail théâtral polonais créé en 2004 par le département de documentation de l'Institut théâtral Zbigniew Raszewski (pl) de Varsovie. Le site est classé 780 685e dans le classement Alexa.
Le portail recueille des informations sur les premières et le répertoire des théâtres en Pologne et dispose d'une base de données détaillée.